# Liste der Baudenkmäler in Breitbrunn am Chiemsee

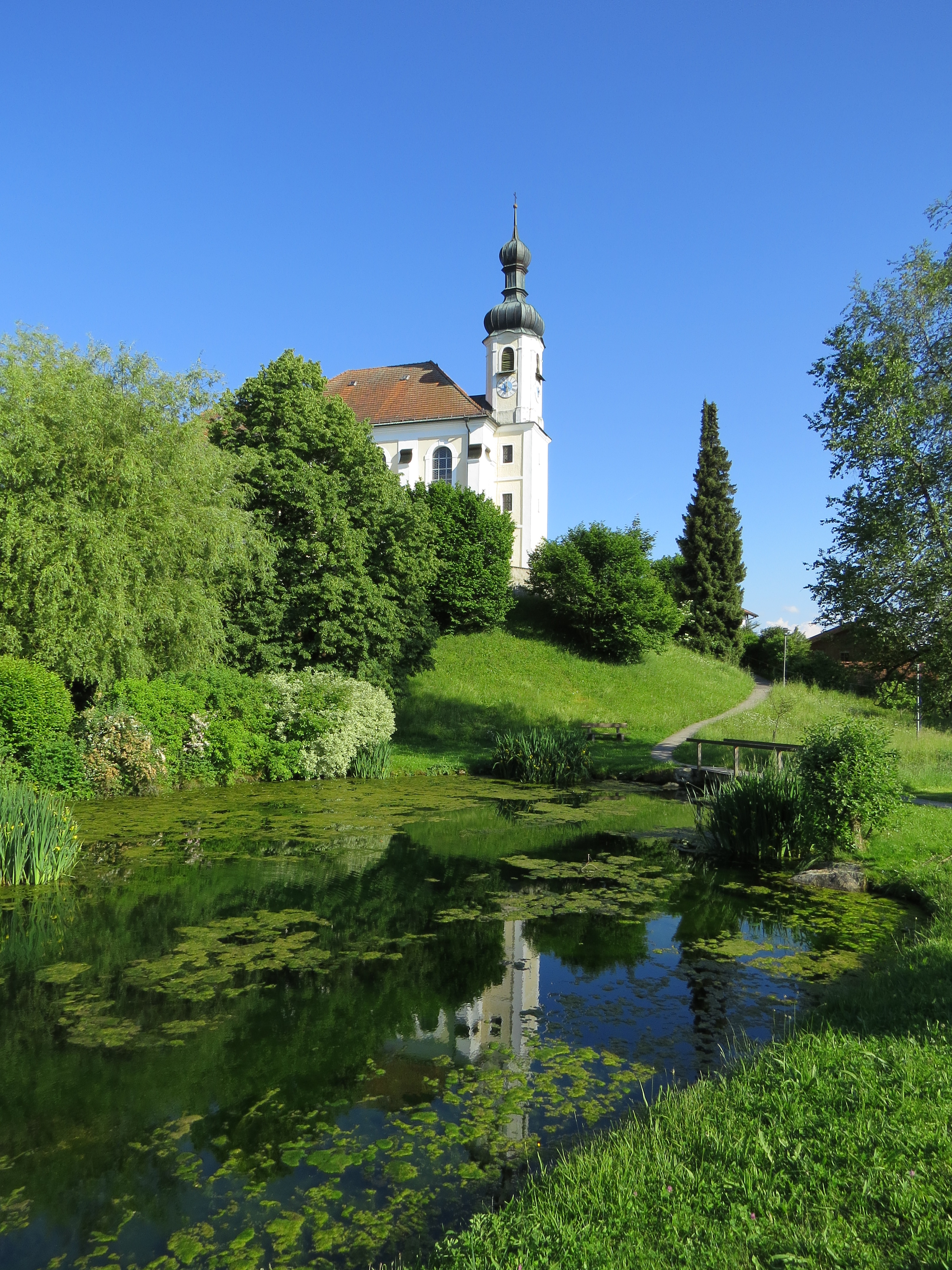
Breitbrunn, Kirche mit Dorfweiher

Auf dieser Seite sind die Baudenkmäler in der oberbayerischen Gemeinde Breitbrunn am Chiemsee zusammengestellt. Diese Tabelle ist eine Teilliste der Liste der Baudenkmäler in Bayern. Grundlage ist die Bayerische Denkmalliste, die auf Basis des Bayerischen Denkmalschutzgesetzes vom 1. Oktober 1973 erstmals erstellt wurde und seither durch das Bayerische Landesamt für Denkmalpflege geführt wird. Die folgenden Angaben ersetzen nicht die rechtsverbindliche Auskunft der Denkmalschutzbehörde.

## Baudenkmäler nach Ortsteilen

### Breitbrunn
| Lage                                             | Objekt                                                               | Beschreibung | Akten-Nr.              | Bild                      |
| ------------------------------------------------ | -------------------------------------------------------------------- | --- | ---------------------- | ------------------------- |
| Eggstätter Straße 1 (Standort)                   | Ehem. Bauernhaus                                                     | Einfirsthof, zweigeschossiger Blockbau mit Flachsatteldach, 17. Jahrhundert (Vorderteil des Wohnteils) | D-1-87-121-1 Wikidata  | Ehem. Bauernhaus          |
| Gstadter Straße 2 (Standort)                     | Lourdeskapelle                                                       | sogenannte Malerkapelle, Satteldachbau mit Putzgliederung, 1889; mit Ausstattung | D-1-87-121-8 Wikidata  | weitere Bilder            |
| Gstadter Straße 5 (Standort)                     | Wohnhaus                                                             | Zweigeschossiger Massivbau mit Krüppelwalmdach, 1. Hälfte 19. Jahrhundert | D-1-87-121-2 Wikidata  | weitere Bilder            |
| Gstadter Straße 7 (Standort)                     | Stadel                                                               | Bundwerkstadel mit Flachsatteldach, Mitte 19. Jahrhundert, und überbautem Getreidekasten in Blockbauweise, 18. Jahrhundert | D-1-87-121-3 Wikidata  | weitere Bilder            |
| Kirchplatz 1 (Standort)                          | Katholische Pfarrkirche St. Johann Baptist und St. Johann Evangelist | Neubarocker Saalbau mit Walmdach und nördlicher Taufkapelle, Westturm mit Welscher Haube, von Hans Schurr unter Wiederverwendung des spätgotischen Mauerwerks, 1899; mit Ausstattung | D-1-87-121-4 Wikidata  | weitere Bilder            |
| Kirchplatz 2 (Standort)                          | Pfarrhaus                                                            | Zweigeschossiger Putzbau mit Schopfwalmdach, 1810 Zugehöriges Backhaus, Satteldachbau mit Rundbogentür, Mitte 19. Jahrhundert | D-1-87-121-5 Wikidata  | weitere Bilder            |
| Rimstinger Straße 9, 9 a, Seestraße 1 (Standort) | Ehemaliger Bundwerkstadel                                            | 1833, modern zum Geschäftshaus ausgebaut | D-1-87-121-7 Wikidata  | Ehemaliger Bundwerkstadel |
| Tulpenweg 1 (Standort)                           | Evangelisch-Lutherische Erlöserkirche                                | Mehrteiliger Baukörper mit unter einem Zeltdach zusammengefasstem Sakralraum auf fünfeckigem Grundriss, westlich angeschlossen Gemeindesaal mit Satteldach und Mesnerwohnung, mit campanileartigem Dachreiter, an den Sakralraum anschließendes Sakristeigebäude, mit südlich verlaufendem Mauerzug, von Gustav Gsaenger, 1964; mit Ausstattung | D-1-87-121-23 Wikidata | weitere Bilder            |

### Frieberting
| Lage                     | Objekt | Beschreibung | Akten-Nr.             | Bild |
| ------------------------ | ------ | --- | --------------------- | ---- |
| Frieberting 2 (Standort) | Stadel | Bundwerkstadel mit Flachsatteldach und Riegelwand, 1. Hälfte 19. Jahrhundert, 1911 von Gollenshausen nach Frieberting verbracht | D-1-87-121-9 Wikidata | BW   |

### Langbürgen
| Lage                            | Objekt     | Beschreibung | Akten-Nr.              | Bild |
| ------------------------------- | ---------- | --- | ---------------------- | ---- |
| Langbürgen 1 (Standort)         | Stadel     | Bundwerkstadel mit Flachsatteldach, Mitte 19. Jahrhundert, mit integriertem Getreidekasten in Blockbauweise, 17./18. Jahrhundert | D-1-87-121-10 Wikidata | BW   |
| Nähe Langbürgner See (Standort) | Grenzstein | Granitpfeiler, am Platz der ehemaligen Andreaskirche, bezeichnet mit "Kling", "GW" und 1788                                      | D-1-87-121-12 Wikidata | BW   |

### Sassau
| Lage                     | Objekt       | Beschreibung | Akten-Nr.              | Bild           |
| ------------------------ | ------------ | --- | ---------------------- | -------------- |
| Sassau 1, 1 a (Standort) | Villa Sassau | Gutshaus des Anwesens Sassau. Hauptbau eingeschossig über hohem Souterrain mit Anbauten nach Westen und Süden, bekrönt von Laterne mit glockenförmigem Dach, mit Freitreppenanlagen nach Norden und Süden, um 1896/97; mit Ausstattung Östlich pavillonartiger Nebenbau mit Durchfahrt und darüberliegendem Verbindungsgang, 1904 Nordwestlich ehemalige Orangerie mit Palmenhaus, sogenannte Rosenpergola und Eckpavillon, bezeichnet mit 1901, dreiseitig um ein vertieftes Gartenparterre angelegt Park mit Gartenpavillon, Anfang 20. Jahrhundert | D-1-87-121-15 Wikidata | weitere Bilder |

### Stadl
| Lage                      | Objekt                                              | Beschreibung | Akten-Nr.              | Bild           |
| ------------------------- | --------------------------------------------------- | --- | ---------------------- | -------------- |
| Königstraße 46 (Standort) | Bauernhaus, Einfirsthof, sogenannter Schiffmann-Hof | Zweigeschossiger Massivbau mit Schopfwalmdach im Pinzgauer Stil, Putzgliederungen, schmiedeeisernem Balkon, geschnitzter Tür und Wappenrelief von 1585, 1. Drittel 19. Jahrhundert | D-1-87-121-16 Wikidata | weitere Bilder |

### Stock
| Lage                                                       | Objekt     | Beschreibung                                              | Akten-Nr.              | Bild |
| ---------------------------------------------------------- | ---------- | --------------------------------------------------------- | ---------------------- | ---- |
| Natzinger Feld; an der Straße nach Westerhausen (Standort) | Wegkapelle | Satteldachbau mit Putzgliederungen, 1841, mit Ausstattung | D-1-87-121-17 Wikidata | BW   |

### Unterkitzing
| Lage                      | Objekt     | Beschreibung | Akten-Nr.              | Bild |
| ------------------------- | ---------- | --- | ---------------------- | ---- |
| Unterkitzing 1 (Standort) | Bauernhaus | Einfirsthof, zweigeschossiger Flachsatteldachbau mit Putzbandgliederungen und Rundbogenfenstern, um 1860/70 Stadel, Riegel-Bundwerkstadel mit Flachsatteldach, um Mitte 19. Jahrhundert | D-1-87-121-18 Wikidata | BW   |

### Urfahrn
| Lage                      | Objekt                | Beschreibung | Akten-Nr.              | Bild |
| ------------------------- | --------------------- | --- | ---------------------- | ---- |
| Königstraße 63 (Standort) | Ehemaliges Bauernhaus | Zweigeschossiger Flachsatteldachbau mit rustizierten Fensterrahmungen, im Giebel große Rundbogenfenster; um Mitte 19. Jahrhundert | D-1-87-121-19 Wikidata | BW   |
| Königstraße 66 (Standort) | Ehemaliges Bauernhaus | Einfirstanlage, zweigeschossiger Flachsatteldachbau mit Laube, am Wirtschaftsteil Bundwerk, Mitte 19. Jahrhundert                 | D-1-87-121-20 Wikidata | BW   |

### Wolfsberg
| Lage                                   | Objekt     | Beschreibung | Akten-Nr.              | Bild           |
| -------------------------------------- | ---------- | --- | ---------------------- | -------------- |
| Wolfsberger Straße 49, 49 a (Standort) | Bauernhaus | Zweigeschossiger Flachsatteldachbau mit Giebellaube, am Wirtschaftsteil Bundwerk, 1. Hälfte 19. Jahrhundert Relief, Rotmarmor, 1577, aus Herrenchiemsee Zugehöriger Bundwerkstadel mit Flachsatteldach, um 1800 | D-1-87-121-21 Wikidata | weitere Bilder |

### Zell
| Lage              | Objekt     | Beschreibung                                                                    | Akten-Nr.              | Bild |
| ----------------- | ---------- | ------------------------------------------------------------------------------- | ---------------------- | ---- |
| Zell 2 (Standort) | Hofkapelle | Satteldachbau mit Putzgliederungen, 1. Hälfte 19. Jahrhundert; mit Ausstattung. | D-1-87-121-22 Wikidata | BW   |

## Ehemalige Baudenkmäler
In diesem Abschnitt sind Objekte aufgeführt, die früher einmal in der Denkmalliste eingetragen waren, jetzt aber nicht mehr. Objekte, die in anderem Zusammenhang also z. B. als Teil eines Baudenkmals weiter eingetragen sind, sollen hier nicht aufgeführt werden. Aktennummern in diesem Abschnitt sind ehemalige, jetzt nicht mehr gültige Aktennummern.

| Lage                                      | Objekt        | Beschreibung                                                                                 | Akten-Nr.             | Bild           |
| ----------------------------------------- | ------------- | -------------------------------------------------------------------------------------------- | --------------------- | -------------- |
| Breitbrunn Rimstinger Straße 3 (Standort) | Gasthaus Post | Mit Putzgliederungen und Flachsatteldach, 1. Hälfte 19. Jahrhundert Ausleger, klassizistisch | D-1-87-121-6 Wikidata | weitere Bilder |